# Luleb Svanjkajaure
Luleb Svanjkajaure är en sjö i Arjeplogs kommun i Lappland och ingår i Umeälvens huvudavrinningsområde. Sjön har en area på 0,272 kvadratkilometer och ligger 861,8 meter över havet. Sjön avvattnas av vattendraget Laisälven.

## Delavrinningsområde
Luleb Svanjkajaure ingår i det delavrinningsområde (738235-148551) som SMHI kallar för Utloppet av Luleb Svanjkajaure. Medelhöjden är 1 034 meter över havet och ytan är 10,03 kvadratkilometer. Det finns inga avrinningsområden uppströms utan avrinningsområdet är högsta punkten. Laisälven som avvattnar avrinningsområdet har biflödesordning 3, vilket innebär att vattnet flödar genom totalt 3 vattendrag innan det når havet efter 510 kilometer. Avrinningsområdet består mestadels av öppen mark (57 procent) och kalfjäll (41 procent). Avrinningsområdet har 0,27 kvadratkilometer vattenytor vilket ger det en sjöprocent på 2,7 procent.